# Leichtathletik-Weltmeisterschaften 1987/10 km Gehen der Frauen

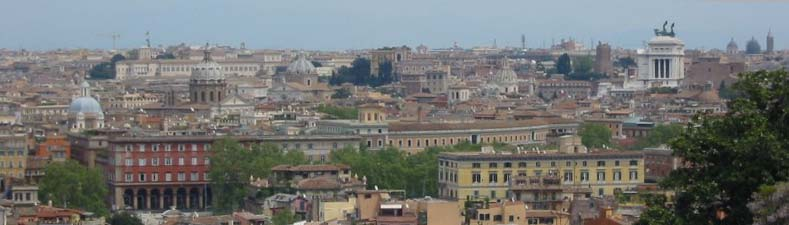
Panoramablick auf die Stadt Rom im Jahr 2004

Das 10-km-Gehen der Frauen bei den Leichtathletik-Weltmeisterschaften 1987 wurde am 1. September 1987 in den Straßen von Rom ausgetragen.
Diese Disziplin war neu im Weltmeisterschaftsprogramm. Zum ersten Mal nach den letztjährigen Europameisterschaften wurde auch für Frauen ein Gehwettbewerb bei einer großen internationalen Meisterschaft ausgetragen.
Weltmeisterin wurde Irina Strachowa aus der Sowjetunion. Sie gewann vor der Inhaberin der Weltbestzeit Australierin Kerry Saxby. Bronze ging an die Chinesin Yan Hong.

## Bestehende Rekorde / Bestleistungen
| Weltbestzeit             | 42:52 min                                          | Kerry Saxby                                        | Melbourne, Australien                              | 4. Mai 1987                                        |
| Weltmeisterschaftsrekord | Noch keine WM-Rekorde, Wettbewerb neu im Programm. | Noch keine WM-Rekorde, Wettbewerb neu im Programm. | Noch keine WM-Rekorde, Wettbewerb neu im Programm. | Noch keine WM-Rekorde, Wettbewerb neu im Programm. |

Anmerkung:
Rekorde wurden damals im Marathonlauf und Straßengehen wegen der unterschiedlichen Streckenbeschaffenheiten mit Ausnahme von Meisterschaftsrekorden nicht geführt.
Weltmeisterin Irina Strachowa aus der Sowjetunion stellte im Rennen am 1. September mit 44:12 min den ersten WM-Rekord auf.

## Durchführung
Hier gab es keine Vorrunde, alle 35 Geherinnen traten gemeinsam zum Finale an.

## Ergebnis

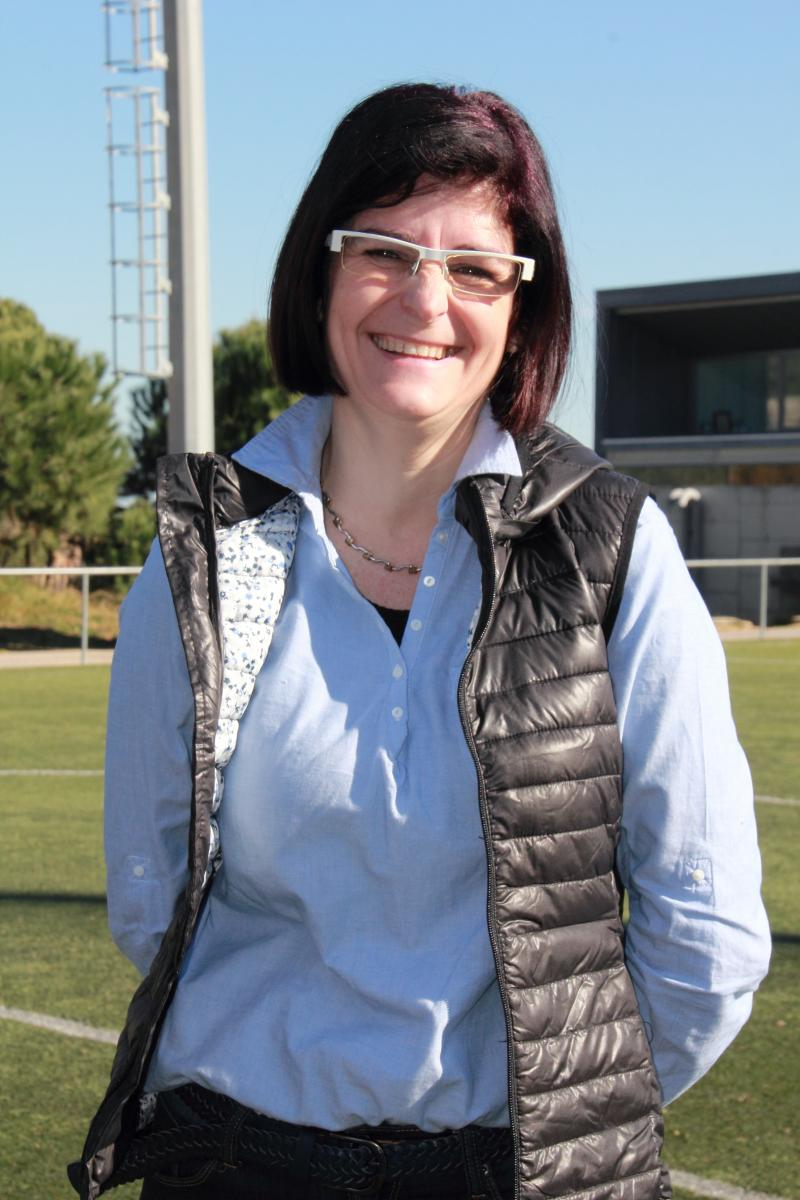
María Reyes Sobrino (hier im Jahr 2015) – Rang neun

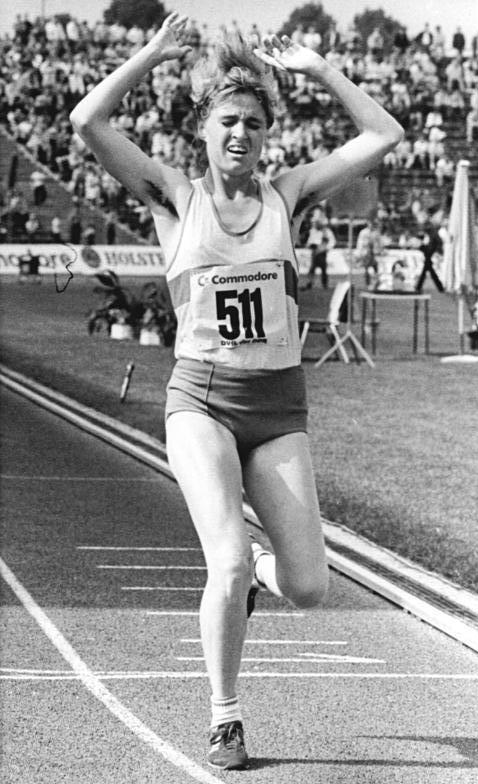
Beate Anders, spätere Beate Gummelt – Rang sechzehn

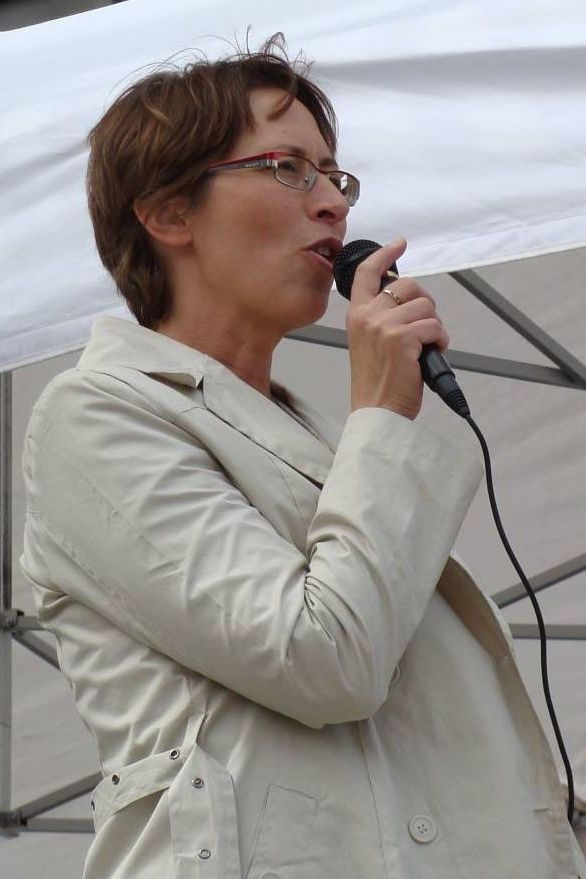
Sari Essayah (auf dem Foto im Jahr 2009) – Rang neunzehn

1. September 1987
| Platz | Name                   | Nation              | Zeit (min) |
| ----- | ---------------------- | ------------------- | ---------- |
| 1     | Irina Strachowa        | Sowjetunion         | 44:12 CR   |
| 2     | Kerry Saxby            | Australien          | 44:23      |
| 3     | Yan Hong               | Volksrepublik China | 44:42      |
| 4     | Mari Cruz Díaz         | Spanien             | 44:48      |
| 5     | Jelena Nikolajewa      | Sowjetunion         | 44:54      |
| 6     | Monica Gunnarsson      | Schweden            | 45:09      |
| 7     | Jin Bingjie            | Volksrepublik China | 45:24      |
| 8     | Ann Peel               | Kanada              | 45:27      |
| 9     | María Reyes Sobrino    | Spanien             | 45:37      |
| 10    | Dana Vavřačová         | Tschechoslowakei    | 46:10      |
| 11    | Ann Jansson            | Schweden            | 46:15      |
| 12    | Susan Cook             | Australien          | 46:20      |
| 13    | Lisa Langford          | Großbritannien      | 46:23      |
| 14    | Janice McCaffrey       | Kanada              | 46:41      |
| 15    | Lynn Weik              | USA                 | 46:51      |
| 16    | Beate Anders           | DDR                 | 47:00      |
| 17    | Maria Luz Colín        | Mexiko              | 47:23      |
| 18    | Giuliana Salce         | Italien             | 47:28      |
| 19    | Sari Essayah           | Finnland            | 47:30      |
| 20    | Debbi Lawrence         | Vereinigte Staaten  | 47:31      |
| 21    | Alison Baker           | Kanada              | 47:48      |
| 22    | Suzanne Griesbach      | Frankreich          | 48:06      |
| 23    | Sirkka Oikarinen       | Finnland            | 48:25      |
| 24    | Maryanne Torrellas     | Vereinigte Staaten  | 48:27      |
| 25    | Beverley Allen         | Großbritannien      | 48:50      |
| 26    | Sølvi Furnes           | Norwegen            | 49:18      |
| 27    | María Graciela Mendoza | Mexiko              | 49:46      |
| 28    | Hideko Hirayama        | Japan               | 49:50      |
| 29    | Emilia Cano            | Spanien             | 50:11      |
| 30    | Nirva Hämäläinen       | Finnland            | 52:03      |
| DNF   | Lorraine Jachno        | Australien          |            |
| DNF   | Barbara Kollorz        | BR Deutschland      |            |
| DNF   | Maria Grazia Orsani    | Italien             |            |
| DSQ   | Guan Ping              | Volksrepublik China |            |
| DSQ   | Olga Krischtop         | Sowjetunion         |            |